# Soetemolen
De Soetemolen of Soetesmolen (Fr: Moulin Soete) is een windmolen in de tot de Henegouwse gemeente Komen-Waasten behorende plaats Ten Brielen, gelegen aan de Soetesmolenstraat.
Deze standerdmolen fungeerde als korenmolen.

## Geschiedenis
Oorspronkelijk stond een Molen van Hoogtaverne of Garde-de-Dieu te Wijtschate. In 1855 werd deze gedemonteerd en in Ten Brielen weer opgebouwd. In 1914 werd deze molen door de Duitsers in brand gestoken.
In 1920 kocht Jean-Baptist Soete een standerdmolen in Flers-lez-Lille en in 1921 werd deze opgebouwd op de standplaats van de oorspronkelijke molen. Het was een grote standerdmolen met drie zolders.
In 1932 werd ook een dieselmotor geplaatst. Deze was afkomstig van een vrachtauto. In 1961 werd de molen stilgelegd en werd uitsluitend nog met de dieselmotor gemalen.
In 1969 werd de, in verval geraakte, molen aangekocht door de toenmalige gemeente Komen met de belofte deze te restaureren. In 1973 bood de gemeente de molen echter te koop aan, om deze te slopen. Hierop wenste de stad Brugge de molen te kopen voor plaatsing op de stadswal. De bevolking wenste echter dat de molen zou blijven, waarmee de koop niet doorging. In 1972 was de molen echter al overgedragen aan het Ministerie voor Franse Cultuur, onder voorwaarde van restauratie. In 1980 werd de Franse Gemeenschap de eigenaar. Deze liet de molen in 1982 afbreken en herbouwen op de huidige plaats. De restauratie was in 1987 voltooid.
De molen brandde echter af in 1997. Gelukkig was de molen goed verzekerd zodat de herbouw snel kon starten. In 2001 kon de vernieuwde molen alweer worden ingewijd.
De molen wordt bedreven door een vrijwillige molenaar, en om de molen heen worden molen- en oogstfeesten gevierd.